# Annabelle Mouloudji
Annabelle Mouloudji (Parigi, 26 luglio 1967) è una cantante e scrittrice francese.

## Biografia
Annabelle Mouloudji è figlia di Marcel Mouloudji e dell'attrice Nicole Tessier, all'epoca compagna del cantante franco-algerino. Nata fuori dal matrimonio, è sorellastra di Grégory Mouloudji.. Quando ha tre anni, i suoi genitori si separano. 
Nel 1984 appare nel film di Mickael Schock: Un été d'enfer, dove riveste un ruolo minore con il nome di Nana Mouloudji, e un anno più tardi nel lungometraggio À nous les garçons di Michel Lang (1985), dove interpreta se stessa. Si farà conoscere tuttavia al grande pubblico francese solo due anni più tardi, con il nome Annabelle, grazie al singolo Fuis Lawrence d'Arabie (hit in Francia nel 1987), cui faranno seguito Casanova solo e Impunément (entrambi del 1988). Si trasferisce successivamente a New York dove vive per due anni.
A seguito della malattia del padre, ritorna a Parigi ma dopo la sua morte abbandona il canto ad eccezione di una cover della canzone Should I stay or should I go del gruppo The Clash.
Nel 2011, scrive La P'tite Coquelicot incentrato sul rapporto con il padre, cui renderà omaggio nel 2014 con l'album Hommage à Mouloudji, En souvenir des souvenirs… prodotto dalla Discograph.

## Discografia
Singoli
- Fuis Lawrence d'Arabie (1987)
- Casanova solo (1988)
- Impunément (1988)

Album in studio
- Hommage à Mouloudji, En souvenir des souvenirs…’'  con i musicisti Louis Chédid, Alain Chamfort, Christian Olivier (Têtes Raides), Daphné, Melismell, Maud Lübeck, Baptiste W. Hamon e suo fratello Grégory Mouloudji, Discograph (2014).

## Filmografia
- Uno scomodo detective (Un été d'enfer) di Mickael Schock (1984)
- À nous les garçons di Michel Lang (1984)
- La Messe en si mineur di Jean-Louis Guillermou (1989)

## Saggi
- La p'tite coquelicot, Parigi, Calmann-Lévy, 2011
- Mouloudji, athée ! Ô grâce à Dieux (con suo fratello Grégory Mouloudji e Laurent Balandras), Éditions Carpentier, 2014